# Lisa Stansfield
Lisa Jane Stansfield (ur. 11 kwietnia 1966 w Heywood, Anglia) – brytyjska wokalistka R&B i soul.

## Życiorys
W 1982 wzięła udział w telewizyjnym konkursie wokalnym, który wygrała wykonując utwór „The Things That Dreams Are Made of” grupy The Human League. Następnie pojawiła się w kilku programach dla nastolatków i wydała kilka singli, nie odnosząc jednak sukcesu.
Debiutancki album, pt. Affection, wydała w 1989 roku. Znalazł się na nim przebój „All Around the World”, który dotarł do pierwszego miejsca brytyjskiej listy singli. Rok później piosenka trafiła także na trzecie miejsce listy Billboard Hot 100 w USA. Płyta Affection spotkała się z sukcesem, zdobywając status platynowej w Stanach Zjednoczonych, potrójnie platynowej w Wielkiej Brytanii i sprzedając się w ilości ponad 5 milionów egzemplarzy na całym świecie. Promowano ją kolejnymi przebojowymi singlami, m.in. „This Is the Right Time” i „Live Together”. Drugi krążek, Real Love, ukazał się w 1991 roku. Największymi przebojami z niego pochodzącymi zostały single „Change” i „All Woman”. Płyta otrzymała status podwójnej platyny w Wielkiej Brytanii. Rok później Lisa otrzymała Brit Award w kategorii Najlepsza Brytyjska Wokalistka.
W kwietniu 1992 Stansfield wzięła udział w The Freddie Mercury Tribute Concert, gdzie wystąpiła obok George'a Michaela. Wspólnie wykonana przez nich piosenka „These Are the Days of Our Lives” została wydana rok później na minialbumie Five Live. W 1993 piosenkarka wydała trzeci album, So Natural. Singel "In All the Right Places” dotarł do 8. miejsca na brytyjskiej liście przebojów i było to jej najwyższe osiągnięcie w tym zestawieniu od 1989 roku. Wydawnictwo So Natural zostało certyfikowane jako złota płyta w Wielkiej Brytanii, choć nigdy nie zostało wydane w Stanach Zjednoczonych. Jej następny album, zatytułowany Lisa Stansfield pojawił się w 1997 roku. Pochodziły z niego dwa przeboje, które dotarły do brytyjskiego Top 10: „People Hold On” i „The Real Thing”.
Album Face Up z 2001 roku spotkał się z nieco mniejszym sukcesem. Stansfield eksperymentowała na nim z bardziej współczesnymi dźwiękami R&B. Promowano go singlami „Let's Just Call It Love” i „8-3-1”. W 2003 roku ukazała się kompilacja Biography, zawierająca jej największe przeboje, a jesienią 2004 – kolejny album studyjny, The Moment. Pierwszym singlem zostało nagranie „Treat Me Like a Woman”.
W sierpniu 2013 roku wydała singel Can't Dance promujący album Seven.

## Dyskografia
- 1989: Affection
- 1991: Real Love
- 1993: So Natural
- 1996: In Session
- 1997: Lisa Stansfield
- 1999: Swing – Original Motion Picture Soundtrack
- 2001: Face Up
- 2003: Biography – The Greatest Hits
- 2004: The Moment
- 2014: Seven
- 2018: Deeper